# Мекица
Мекицата е традиционно българско ястие. Представлява вид тестено изделие, което се приготвя от предварително замесено тесто, което след като „втаса“, т.е. набухне, се къса на малки топки, разстила се на кръгчета и се пържи в сгорещена мазнина.
Обикновено мекиците се сервират за закуска, поръсени с пудра захар или в добавка с конфитюр или сирене.

## Рецепти и приготвяне
Съществуват различни рецепти за мекици, като основните разлики са в набухвателя и млякото.
В Силистренско тестото се приготвя с кисело мляко и сода за хляб и се оставя да отлежи за 30 минути, докато бухне.
В рецепта от с. Пъстрен, Старозагорско, мекиците се правят с мая и кисело мляко, а в Айтос – с мая и прясно мляко. Когато се правят с мая, тя първо трябва да се размие на кашичка с малко вода и брашно и да втаса на топло. Препоръчва се оформянето на мекиците за пържене да става с мокри ръце. Понякога натрошеното сирене може да се съдържа като плънка в тестото.

## Вижте още
- Лангош